# Кольмар (Німеччина)
Кольмар (нім. Kollmar) — громада в Німеччині, розташована в землі Шлезвіг-Гольштейн. Входить до складу району Штайнбург. Складова частина об'єднання громад Горст-Герцгорн.
Площа — 32,82 км2. Населення становить 1687 ос. (станом на 31 грудня 2020).